# 曾振興
曾振興（英語：Chris, Tsang Chun-Hing，1987年2月9日—），綽號「興爸」，前香港本土派組織屯門社區網絡籍政治人物，前香港屯門區議會興澤區議員。已婚，育有一子二女。目前定居英國。

## 簡介
曾振興曾在香港城市大學專業進修學院修讀公共行政，取得學士學位。

## 參與選舉

### 2011年香港區議會選舉
2011年9月17日，曾振興以民主派區選聯盟一員， 向選舉事務處遞交提名，參選田景（L23）選區。 隨後2011年10月10日，時任屯門民政事務專員、田景選區選舉主任張國財確認曾成為1號候選人，並與以民建聯及工聯會雙牌頭出選、競逐連任的李洪森角逐。 結果曾以1,098票，1,208票之差，被李（2,306票）擊敗。
| 政党   | 政党           | 候选人    | 票数  | %     | ±      |
| ------ | -------------- | --------- | ----- | ----- | ------ |
|        | 獨立           | ①. 曾振興 | 1,098 | 32.26 | 不適用 |
|        | 工聯會/ 民建聯 | ②. 李洪森 | 2,306 | 67.74 | -4.68  |
| 多数票 | 多数票         | 多数票    | 1,208 | 35.49 | 不適用 |

### 2019年香港區議會選舉
屯門社區網絡派出曾振興出戰興澤，與時任議員徐帆角逐，最終曾以425票的差距擊敗徐帆。
| 政党   | 政党         | 候选人    | 票数  | %     | ±      |
| ------ | ------------ | --------- | ----- | ----- | ------ |
|        | 屯門社區網絡 | ①. 曾振興 | 3,815 | 52.95 | 不適用 |
|        | 工聯會       | ②. 徐帆   | 3,390 | 47.05 |        |
| 多数票 | 多数票       | 多数票    | 425   | 5.90  | 不適用 |

## 區議會職務
- 工商業及房屋委員會主席(2020-2021)
- 地區經濟發展工作小組召集人(2020-2021)
- 檢討會議常規及撥款準則工作小組召集人(2020-2021)

## 資料來源與註釋
1. ↑  . 蘋果日報. 2019-09-18  [2020-01-06]. （原始内容存档于2019-09-18）.
2. ↑  選舉事務處.  (PDF). 2011-10-17  [2020-01-07]. （原始内容存档 (PDF)于2018-11-25）.
3. ↑  選舉事務處.  (PDF). 2011-09-28  [2020-01-07]. （原始内容存档 (PDF)于2020-08-06）.
4. ↑  香港特別行政區政府.  (PDF). 號外：香港特別行政區政府憲報. 2011年10月10日, 15 (43): 第302號公告  [2020年1月7日]. （原始内容存档 (PDF)于2018年10月31日）.
5. ↑  香港特別行政區政府.  (PDF). 號外：香港特別行政區政府憲報. 2011年11月10日, 15 (47): 第675號公告  [2020年1月7日]. （原始内容存档 (PDF)于2018年10月31日）.
6. ↑  盧芷晴. . 香港獨立媒體網. 2018-11-12  [2020-01-05]. （原始内容存档于2020-08-26）.
7. ↑  . 區議會選舉2019. 2019-11-25  [2019-12-30]. （原始内容存档于2020-01-14）.

## 外部連結
- 曾振興的Facebook專頁
- . 屯門區議會. 2020-08-27  [2020-10-30]. （原始内容存档于2020-12-10） （中文（香港））.

| 議會席位    | 議會席位                                            | 議會席位 |
| ----------- | --------------------------------------------------- | -------- |
| 前任： 徐帆 | 屯門區議會 興澤選區區議員 2020年1月1日—2021年7月9日 | 空缺     |